# ۱۵۴۰ (میلادی)
۱۵۴۰ (میلادی) هزارو پانصد و چهلمین سال تقویم میلادی است.

## زادگان
- ۵ اوت – ژوزف ژوست اسکالیژر، یکی از بزرگترین پژوهشگران قرن شانزدهم فرانسه خالق گاه‌نگاری نو (د. ۱۶۰۹)

## درگذشتگان
- ۲۳ اوت – گیوم بوده، کتابدار فرانسوی (ز. ۱۴۶۷)
- ۲۸ ژوئیه – تامس کرامول، قاضی و سیاست‌مدار بریتانیایی